# Jorge Masvidal
Jorge Luis Masvidal (Miami, Florida; 12 de noviembre de 1984) es un artista marcial mixto y boxeador estadounidense que compitió en la división de peso wélter y peso ligero en Ultimate Fighting Championship. Masvidal fue competidor profesional de MMA desde 2003 a 2023, y también ha competido para Bellator, Strikeforce, Shark Fights y World Victory Road. Tiene el récord del nocaut más rápido en la historia de UFC con cinco segundos y ganó el cinturón simbólico del campeonato "BMF" de UFC.

## Biografía
Masvidal nació en Miami, Florida, hijo de padre cubano y madre peruana. Siempre quiso ser boxeador y a menudo estuvo involucrado en varias peleas callejeras. Comenzó a practicar lucha libre en la escuela secundaria, pero no pudo conseguir los grados para poder ser elegido en el equipo que soñaba. Fue entonces cuando decidió convertirse en un luchador profesional de artes marciales mixtas. 

## Carrera como artista marcial mixto

### Inicios de su carrera
Jorge debutó en kickboxing con una victoria por decisión unánime el 11 de abril de 2003, en un evento de Fast and Fearless. Tan buena fue su presentación que fue convocado inmediatamente para el evento principal del Absoluto Fighting Championships XXII celebrado el 30 de abril de 2005. La pelea fue contra el corriente competidor de UFC y concursante del The Ultimate Fighter 5 Joe Lauzon, quien tenía un récord invicto de ocho victorias (todas por sumisión) y ninguna derrota. Jorge ganó por nocaut técnico en el segundo asalto con una andanada de golpes.
Jorge obtuvo un récord de 3-0 en la antigua promoción Bodog FIGHT, incluyendo victorias por decisión sobre Keith Wisniewski y Steve Berger y un nocaut sobre el veterano luchador de UFC y PRIDE Fighting Championships Yves Edwards.

### Bellator MMA
Masvidal firmó para Bellator e ingresó al Torneo de peso ligero celebrado en abril de 2009. Masvidal ganó su primera pelea por nocaut técnico, pero perdió en las semifinales con Toby Imada por sumisión(inverted triangle choke) en el Bellator 5. Ésta victoria de Imada fue reconocido por Sherdog y MMA Junkie como Sumisión del Año.
Masvidal enfrentó y derrotó a Eric Reynolds en Bellator 12 en una pelea a peso acordado de 160 libras por sumisión(rear naked choke). Se rumoreó que lucharía de nuevo en la segunda temporada del torneo de peso ligero, pero después de perder una pelea, fue dado de baja por la organización.

### Post-Bellator
En septiembre de 2010 Masvidal se trasladó a la división de peso wélter para combatir contra Paul Daley en el Shark Fights 13 en Amarillo, Texas,. La pelea se acordó para 171.75 libras después de que Daley no diera el peso. Daley derrotó Masvidal por decisión unánime. Después de esta actuación, Masvidal firmó con Strikeforce.

### Strikeforce
Masvidal regresó a Strikeforce a principios de 2011, para enfrentarse a Billy Evangelista en el evento Strikeforce: Feijao vs. Henderson y ganó la pelea por decisión unánime.
Masvidal luchó contra el campeón de peso ligero de la Elite XC K.J. Noons y ganó la pelea por decisión unánime.
Luego se enfrentó a Gilbert Melendez por el campeonato ligero de Strikeforce en el evento Strikeforce: Melendez vs. Masvidal el 17 de diciembre de 2011 en el Valley View Casino Center en San Diego, CA. perdiendo la pelea por decisión unánime.
Después de la pelea de campeonato, Masvidal luchó contra Justin Wilcox en el evento Strikeforce: Rockhold vs Kennedy el 14 de julio de 2012 ganando la pelea por decisión dividida.
Se esperaba que Masvidal enfrentara Bobby Green el 3 de noviembre de 2012 en el evento Strikeforce: Cormier vs Mir, pero la pelea fue cancelada debido a la cancelación del evento en sí. Masvidal esperaba entonces enfrentar a Pat Healy en Strikeforce:. Marquardt vs. Saffiedine pero tuvo que retirarse debido a una lesión en la espalda.

### Ultimate Fighting Championship
Tras la disolución de Strikeforce en enero de 2013, Masvidal fue llevado a la UFC. Hizo su debut contra Tim Means el 20 de abril de 2013 en el evento UFC on Fox 7 ganando la pelea por decisión unánime.
Para su segundo combate con la promoción, Masvidal hizo su vuelta al Octágono enfrentándose a Michael Chiesa el 27 de julio de 2013 en el UFC on Fox 8. A pesar de haber caído en la primera ronda por varios glopes de su oponente, Masvidal tomó el control en la segunda ronda y ganó por sumisión.
Para su tercera pelea de UFC, Masvidal enfrentó a Rustam Khabilov el 6 de noviembre de 2013 en el UFC: Fight for the Troops 3. Perdió la lucha de ida y vuelta por decisión unánime. A pesar de la derrota, ambos recibieron el premio de "Pelea De La Noche".
Masvidal volvió a luchar después de mucho tiempo contra Pat Healy en el UFC en Fox 11 y lo venció por decisión unánime.
Masvidal enfrentó a Daron Cruickshank el 26 de julio de 2014 en el evento UFC on Fox 12. Después de ser derribado por un golpe en la primera ronda, Masvidal se recuperó para ganar por decisión unánime.
Se esperaba una pelea con Bobby Green, que había sido programada bajo la bandera de Strikeforce en 2012 antes de ser desechado, y que tendría lugar el 27 de septiembre de 2014 en el UFC 178. Sin embargo, el 14 de agosto, el UFC anunció que Masvidal se enfrentaría a James Krause en una pelea que terminaría ganando por decisión unánime.
Se esperaba que Masvidal enfrentara a Norman Parke el 18 de enero de 2015 en el UFC Fight Night 59. Sin embargo, Masvidal se retiró de la pelea citando una lesión y fue reemplazado por Gleison Tibau.
Masvidal fue brevemente vinculado a una pelea con Bobby Green el 4 de abril de 2015 en el UFC Fight Night 63. Sin embargo, poco después de que la pelea fuese anunciada por el UFC, Green se retiró citando una lesión y fue reemplazado por Benson Henderson. A su vez, Henderson se retiró del combate para servir como evento estelar de UFC Fight Night 60. Ahora se espera que Masvidal se enfrente a Al Iaquinta en el evento. Masvidal perdió la pelea por decisión dividida.
El 12 de julio de 2015, Masvidal se enfrentó a Cezar Ferreira en The Ultimate Fighter 21 Finale. Masvidal ganó la pelea por nocaut en la primera ronda, ganando así el premio a la Actuación de la Noche.
Se esperaba que Masvidal enfrentara a Dong Hyun Kim el 28 de noviembre de 2015 en UFC Fight Night 79. Sin embargo, el 14 de noviembre, se anunció que Masvidal en su lugar se enfrentará a Benson Henderson en el evento después de que su oponente programado Thiago Alves se retirara de la lucha. Masvidal perdió la lucha por decisión dividida.
Masvidal enfrentó a Lorenz Larkin el 29 de mayo de 2016 en UFC Fight Night 88. Perdió la lucha por decisión dividida.
Se esperaba que Masvidal enfrentara a Siyar Bahadurzada el 30 de julio de 2016 en el UFC 201. Sin embargo, Bahadurzada salió de la pelea el 12 de julio citando una enfermedad y fue reemplazado por Ross Pearson. Ganó la pelea por decisión unánime.
Se esperaba que Masvidal tenga una pelea con Kelvin Gastelum el 5 de noviembre de 2016 en The Ultimate Fighter América Latina 3 Finale. Sin embargo, el 14 de septiembre, Gastelum fue eliminado de la tarjeta para tener una pelea contra el exretador al título de peso ligero Donald Cerrone en el UFC 205, una semana después. Posteriormente, Masvidal fue retirado de la tarjeta completamente y fue reprogramado para enfrentar a Jake Ellenberger el mes siguiente en The Ultimate Fighter 24 Finale. Derrotó a Ellenberger en la primera ronda a través de TKO. Se dictaminó un TKO después de que el dedo de Ellenberger quedara atrapado en la cerca y el árbitro detuviera la acción y terminara la pelea.
Masvidal se enfrentó a Donald Cerrone el 28 de enero de 2017 en el UFC on Fox 23. Ganó la pelea por TKO en la segunda ronda.
Masvidal se enfrentó a Demian Maia en el UFC 211 el 13 de mayo de 2017. Perdió la pelea por decisión dividida.
Masvidal se enfrentó a Stephen Thompson el 4 de noviembre de 2017 en el UFC 217. Perdió la pelea por decisión unánime.
Masvidal se enfrentó a Darren Till el 16 de marzo de 2019 en el evento principal de UFC Fight Night 147. Ganó la pelea por nocaut en la segunda ronda. Además, Masvidal recibió su segundo premio a la Pelea de la Noche y el tercer premio a la Actuación de la Noche.
El 6 de julio de 2019 enfrentó a Ben Askren en UFC 239. Ganó el combate por nocaut a los cinco segundos de la primera ronda, convirtiéndose así en el nocaut más rápido en la historia de la empresa. Además consiguió el premio a Actuación de la Noche.
Masvidal se enfrentó a Nate Diaz el 2 de noviembre de 2019 en el evento principal de UFC 244. En una situación única, el presidente de UFC, Dana White, confirmó que la pelea principal era por un cinturón simbólico de "BMF" (baddest motherfucker o en español el hijo de puta más malo). Masvidal ganó la pelea por nocaut técnico tras una parada médica, después de que entre las rondas tres y cuatro cuando el médico del lado de la jaula determinó que un corte en el ojo derecho de Díaz lo dejaría incapacitado para continuar.
Masvidal aceptó enfrentar a Kamaru Usman con seis días de aviso para disputar el título wélter de UFC en UFC 251. Jorge fue derrotado por Kamaru Usman por la vía de la decisión unánime.
Jorge Masvidal se enfrentó a Kamaru Usman en una revancha por el Campeonato de peso wélter de UFC el 24 de abril de 2021, en UFC 261. Masvidal perdió la pelea por nocaut en el segundo asalto, marcando su primera derrota por finalización dentro de UFC.
Masvidal se enfrentó a Colby Covington el 5 de marzo de 2022 en UFC 272. Perdió la pelea por decisión unánime. Esta pelea le valió el bono de Pelea de la Noche.
Masvidal se enfrentó a Gilbert Burns en UFC 287 el 8 de abril de 2023. Perdió la pelea por decisión unánime. Posteriormente anunció su retiro.

## Carrera como luchador profesional

### All Elite Wrestling
Masvidal hizo su debut para All Elite Wrestling en AEW Grand Slam el 24 de septiembre de 2021, junto al American Top Team, y atacó a Chris Jericho y Jake Hager.

## Carrera como boxeador

### Masvidal vs. Benjamín
Debutó en el boxeo profesional el 8 de junio de 2005. Después del entrenamiento bajo Eric "El Tigre" Cantanos, derrotó a Joseph Benjamin (1-11-2) en el Radisson Mart Plaza Hotel en Miami, Florida. La victoria llegó por decisión mayoritaria después de cuatro rondas.

### Masvidal vs. Diaz
El 13 de marzo de 2024, se anunció que Masvidal enfrentaría a Nate Diaz el 1 de junio de 2024 en el Kia Forum en Los Ángeles, California en una pelea de boxeo de 10 asaltos en peso semipesado. El 7 de mayo de 2024 se informó que la pelea fue reprogramada para el 6 de julio de 2024 en el Honda Center en Anaheim, CA. El 13 de mayo de 2024 se confirmó la nueva fecha de pelea para el 6 de julio de 2024. Masvidal perdió la pelea por decisión mayoritaria.

## Vida personal
Participó en dos grabados de peleas callejeras de Miami que se hicieron populares en Internet, en los cuales se encarga de derrotar al protegido de Kimbo Slice "Ray".
Según declaraciones propias pesa entre 184 libras cuando no está entrenando y 173 libras cuando está en entrenamiento. Masvidal tiene dos hijas.

## Asuntos legales

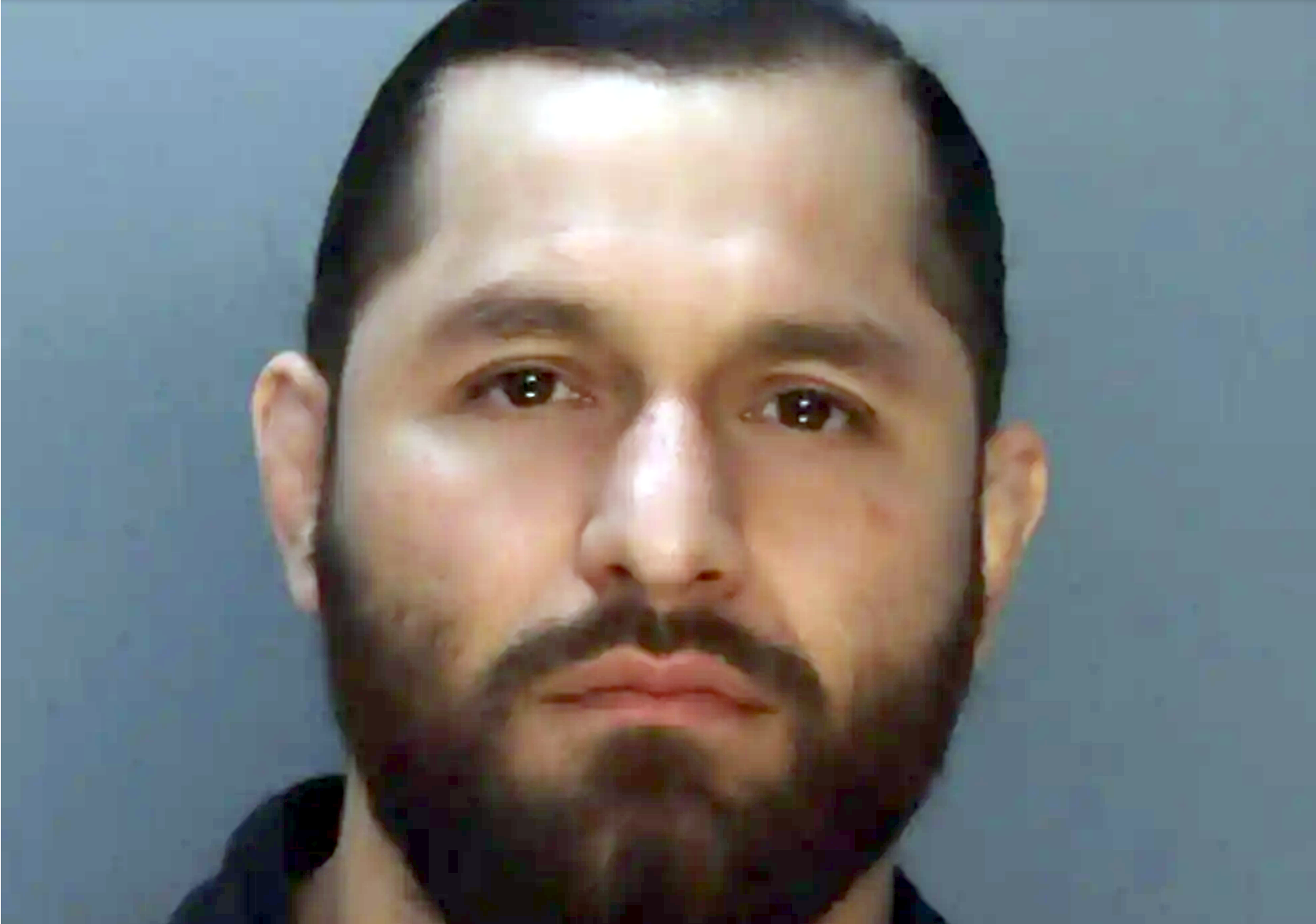
Fotografía policial de Jorge Masvidal tomada el 24 de marzo de 2022.

El 21 de marzo de 2022, Masvidal supuestamente agredió a su rival de UFC Colby Covington , a quien había sido derrotado en UFC 272 unas semanas antes.  Cuando Covington salía de un restaurante, Masvidal supuestamente corrió hacia Covington y lo golpeó dos veces, fracturándole uno de los dientes y causándole una abrasión en la muñeca. Masvidal fue arrestado dos días después del incidente y acusado de agresión agravada que resultó en grandes daños corporales y un cargo de conducta criminal . Masvidal se entregó a la policía de Miami Beach y fue detenido en el Centro Correccional Turner Guilford Knight con una fianza de $15,000 ; Posteriormente fue puesto en libertad condicional. 
Masvidal se declaró inocente de los cargos el 21 de abril de 2022.  En su lectura de cargos el 28 de abril, a Masvidal se le emitió una orden de alejamiento y los cargos de agresión agravada se actualizaron después de que Covington dijera que sufrió una lesión cerebral por el presunto ataque.  Las audiencias y juicios se pospusieron tres veces debido a aplazamientos conjuntos hasta mayo de 2023. 
El 6 de noviembre de 2023, Masvidal se declaró culpable de un delito menor de agresión en un tribunal del condado de Miami-Dade , luego de un acuerdo de culpabilidad que resultó en la desestimación de dos cargos por delitos graves derivados de un altercado con el luchador de MMA Covington afuera de un restaurante de Miami en marzo de 2022. Masvidal recibió una pena equivalente a la pena ya cumplida y se le condenó al pago de las costas judiciales. La resolución de este caso concluye un capítulo legal para Masvidal, quien podría haber enfrentado importantes penas de prisión y multas si fuera declarado culpable de los cargos de delito grave originales. 

## Campeonatos y logros

### Artes marciales mixtas
- Absolute Fighting Championships
  - Campeón de Peso Wélter (una vez)[59]

- Ultimate Fighting Championship
  - Primer Campeón "BMF"[37]
  - Pelea de la Noche (tres veces) vs. Rustam Khabilov, Colby Covington y Darren Till
  - Actuación de la Noche (cuatro veces) vs. Cezar Ferreira, Donald Cerrone, Darren Till, y Ben Askren
  - Nocaut más rápido en la historia de UFC (0:05) vs. Ben Askren
    - UFC Honores 2019 Nocaut del Año vs. Ben Askren
- MMAJunkie.com
  - 2019 Nocaut del Mes de julio vs. Ben Askren[60]
  - 2019 Pelea del Mes de noviembre vs. Nate Diaz[61]
  - 2019 Nocaut del Año vs. Ben Askren[62]
  - 2019 Luchador Revelación del Año 2019[63]
- MMAFighting.com
  - 2019 Nocaut del Año vs. Ben Askren[64]
- CombatPress.com
  - 2019 Nocaut del Año vs. Ben Askren[65]
  - 2019 Regreso del Año[66]
- CagesidePress.com
  - 2019 Nocaut del Año vs. Ben Askren[67]
- MMAMania.com
  - 2019 Nocaut del Año vs. Ben Askren[68]
- Wrestling Observer Newsletter
  - Artista marcial mixto más valioso (2019)[69]
- World MMA Awards
  - 2019 – julio 2020 Luchador Revelación del Año[70]
  - 2019 – julio 2020 Nocaut del año vs. Ben Askren en UFC 239[70]

## Récord en artes marciales mixtas
| 52 peleas | 35 victorias | 17 derrotas |
| --------- | ------------ | ----------- |
| Nocaut    | 16           | 2           |
| Sumisión  | 2            | 2           |
| Decisión  | 17           | 13          |

| Resultado | Récord | Oponente          | Método                                      | Evento                                               | Fecha                    | Ronda | Tiempo | Localización                              | Notas                                                                              |
| --------- | ------ | ----------------- | ------------------------------------------- | ---------------------------------------------------- | ------------------------ | ----- | ------ | ----------------------------------------- | ---------------------------------------------------------------------------------- |
| Derrota   | 35–17  | Gilbert Burns     | Decisión (unánime)                          | UFC 287                                              | 8 de abril de 2023       | 3     | 5:00   | Miami, Florida                            |                                                                                    |
| Derrota   | 35–16  | Colby Covington   | Decisión (unánime)                          | UFC 272                                              | 5 de marzo de 2022       | 5     | 5:00   | Las Vegas, Nevada                         | Pelea de la noche.                                                                 |
| Derrota   | 35–15  | Kamaru Usman      | KO (puñetazo y golpes)                      | UFC 261                                              | 24 de abril de 2021      | 2     | 1:02   | Jacksonville, Florida                     | Por el Campeonato de Peso Wélter de UFC.                                           |
| Derrota   | 35–14  | Kamaru Usman      | Decisión (unánime)                          | UFC 251                                              | 11 de julio de 2020      | 5     | 5:00   | Abu Dabi                                  | Por el Campeonato de Peso Wélter de UFC.                                           |
| Victoria  | 35–13  | Nate Diaz         | TKO (parada médica)                         | UFC 244                                              | 2 de noviembre de 2019   | 3     | 5:00   | Ciudad de Nueva York                      | Ganó el cinturón simbólico "BMF".                                                  |
| Victoria  | 34–13  | Ben Askren        | KO (rodillazo volador)                      | UFC 239                                              | 6 de julio de 2019       | 1     | 0:05   | Paradise, Nevada                          | Nocaut más rápido en la historia de UFC; Actuación de la Noche. KO Del Año (2019). |
| Victoria  | 33–13  | Darren Till       | KO (golpe)                                  | UFC Fight Night: Till vs. Masvidal                   | 16 de marzo de 2019      | 2     | 3:05   | Londres                                   | Pelea de la Noche; Actuación de la Noche.                                          |
| Derrota   | 32–13  | Stephen Thompson  | Decisión (unánime)                          | UFC 217                                              | 4 de noviembre de 2017   | 3     | 5:00   | New York City, New York, Estados Unidos   |                                                                                    |
| Derrota   | 32–12  | Demian Maia       | Decisión (dividida)                         | UFC 211                                              | 13 de mayo de 2017       | 3     | 5:00   | Dallas, Texas, Estados Unidos             |                                                                                    |
| Victoria  | 32–11  | Donald Cerrone    | TKO (golpes)                                | UFC on Fox: Shevchenko vs. Peña                      | 28 de enero de 2017      | 2     | 1:00   | Denver, Colorado, Estados Unidos          | Actuación de la Noche.                                                             |
| Victoria  | 31–11  | Jake Ellenberger  | TKO (lesión en el dedo)                     | The Ultimate Fighter: Tournament of Champions Finale | 3 de diciembre de 2016   | 1     | 4:05   | Las Vegas, Nevada, Estados Unidos         |                                                                                    |
| Victoria  | 30–11  | Ross Pearson      | Decisión (unánime)                          | UFC 201                                              | 30 de julio de 2016      | 3     | 5:00   | Atlanta, Georgia, Estados Unidos          |                                                                                    |
| Derrota   | 29–11  | Lorenz Larkin     | Decisión (dividida)                         | UFC Fight Night: Almeida vs. Garbrandt               | 29 de mayo de 2016       | 3     | 5:00   | Las Vegas, Nevada, Estados Unidos         |                                                                                    |
| Derrota   | 29–10  | Benson Henderson  | Decisión (dividida)                         | UFC Fight Night: Henderson vs. Masvidal              | 28 de noviembre de 2015  | 5     | 5:00   | Seúl, Corea del Sur                       |                                                                                    |
| Victoria  | 29–9   | Cezar Ferreira    | KO (codazo y golpes)                        | The Ultimate Fighter 21 Finale                       | 12 de julio de 2015      | 1     | 4:22   | Las Vegas, Nevada, Estados Unidos         | Retorno al peso wélter; Actuación de la Noche.                                     |
| Derrota   | 28–9   | Al Iaquinta       | Decisión (dividida)                         | UFC Fight Night: Mendes vs. Lamas                    | 4 de abril de 2015       | 3     | 5:00   | Fairfax, Virginia, Estados Unidos         |                                                                                    |
| Victoria  | 28–8   | James Krause      | Decisión (unánime)                          | UFC 178                                              | 27 de septiembre de 2014 | 3     | 5:00   | Las Vegas, Nevada, Estados Unidos         |                                                                                    |
| Victoria  | 27–8   | Daron Cruickshank | Decisión (unánime)                          | UFC on Fox: Lawler vs. Brown                         | 26 de julio de 2014      | 3     | 5:00   | San José, California, Estados Unidos      |                                                                                    |
| Victoria  | 26–8   | Pat Healy         | Decisión (unánime)                          | UFC on Fox: Werdum vs. Browne                        | 19 de abril de 2014      | 3     | 5:00   | Orlando, Florida, Estados Unidos          |                                                                                    |
| Derrota   | 25–8   | Rustam Khabilov   | Decisión (unánime)                          | UFC: Fight for the Troops 3                          | 6 de noviembre de 2013   | 3     | 5:00   | Fort Campbell, Kentucky, Estados Unidos   | Pelea de la Noche.                                                                 |
| Victoria  | 25–7   | Michael Chiesa    | Sumisión (D'arce choke)                     | UFC on Fox: Johnson vs. Moraga                       | 27 de julio de 2013      | 2     | 4:59   | Seattle, Washington, Estados Unidos       |                                                                                    |
| Victoria  | 24–7   | Tim Means         | Decisión (unánime)                          | UFC on Fox: Henderson vs. Melendez                   | 20 de abril de 2013      | 3     | 5:00   | San José, California, Estados Unidos      |                                                                                    |
| Victoria  | 23–7   | Justin Wilcox     | Decisión (dividida)                         | Strikeforce: Rockhold vs. Kennedy                    | 14 de julio de 2012      | 3     | 5:00   | Portland, Oregón, Estados Unidos          |                                                                                    |
| Derrota   | 22–7   | Gilbert Meléndez  | Decisión (unánime)                          | Strikeforce: Melendez vs. Masvidal                   | 17 de diciembre de 2011  | 5     | 5:00   | San Diego, California, Estados Unidos     | Por el Campeonato de Peso Ligero de Strikeforce.                                   |
| Victoria  | 22–6   | K.J. Noons        | Decisión (unánime)                          | Strikeforce: Overeem vs. Werdum                      | 18 de junio de 2011      | 3     | 5:00   | Dallas, Texas, Estados Unidos             | Eliminatoria por el título.                                                        |
| Victoria  | 21–6   | Billy Evangelista | Decisión (unánime)                          | Strikeforce: Feijao vs. Henderson                    | 5 de marzo de 2011       | 3     | 5:00   | Columbus, Ohio, Estados Unidos            | Regreso al peso ligero.                                                            |
| Derrota   | 20–6   | Paul Daley        | Decisión (unánime)                          | Shark Fights 13                                      | 11 de septiembre de 2010 | 3     | 5:00   | Amarillo, Texas, Estados Unidos           | Pelea de peso acordado (171.75 libras).                                            |
| Victoria  | 20–5   | Naoyuki Kotani    | Decisión (dividida)                         | ASTRA                                                | 25 de abril de 2010      | 3     | 5:00   | Tokio, Japón                              |                                                                                    |
| Derrota   | 19–5   | Luis Palomino     | Decisión (dividida)                         | G-Force Fights 3                                     | 2 de abril de 2010       | 3     | 5:00   | Miami, Florida, Estados Unidos            |                                                                                    |
| Victoria  | 19–4   | Satoru Kitaoka    | KO (golpes)                                 | World Victory Road Presents: Sengoku 11              | 7 de noviembre de 2009   | 2     | 3:03   | Tokio, Japón                              |                                                                                    |
| Victoria  | 18–4   | Eric Reynolds     | Sumisión (rear-naked choke)                 | Bellator 12                                          | 19 de junio de 2009      | 3     | 3:33   | Hollywood, Florida, Estados Unidos        | Pelea de peso acordado (160 libras).                                               |
| Derrota   | 17–4   | Toby Imada        | Sumisión técnica (triangle choke invertido) | Bellator 5                                           | 1 de mayo de 2009        | 3     | 3:22   | Dayton, Ohio, Estados Unidos              | Torneo de Peso Ligero de Bellator-Temporada Uno (semifinales).                     |
| Victoria  | 17–3   | Nick Agallar      | TKO (golpes)                                | Bellator 1                                           | 3 de abril de 2009       | 1     | 1:19   | Hollywood, Florida, Estados Unidos        | Torneo de Peso Ligero de Bellator-Temporada Uno (cuartos de final).                |
| Victoria  | 16–3   | Tae-hyun Bang     | Decisión (unánime)                          | Sengoku 6                                            | 1 de noviembre de 2008   | 3     | 5:00   | Saitama, Japón                            | Gran Premio de peso ligero Sengoku: Sixth Battle.                                  |
| Victoria  | 15–3   | Ryan Schultz      | TKO (golpes)                                | Sengoku 5                                            | 28 de septiembre de 2008 | 1     | 1:57   | Tokio, Japón                              | Gran Premio de peso ligero Sengoku: Fifth Battle.                                  |
| Derrota   | 14–3   | Rodrigo Damm      | TKO (golpe)                                 | World Victory Road Presents: Sengoku 3               | 8 de junio de 2008       | 2     | 4:38   | Saitama, Japón                            | Gran Premio de peso ligero Sengoku: Third Battle.                                  |
| Victoria  | 14–2   | Ryan Healy        | Decisión (unánime)                          | Strikeforce: At The Dome                             | 23 de febrero de 2008    | 3     | 5:00   | Tacoma, Washington, Estados Unidos        | Pelea de peso acordado (160 libras).                                               |
| Victoria  | 13–2   | Brant Rose        | TKO (golpes)                                | Crazy Horse Fights                                   | 11 de diciembre de 2007  | 1     | 0:56   | Fort Lauderdale, Florida, Estados Unidos  |                                                                                    |
| Victoria  | 12–2   | Matt Lee          | TKO (codazos y golpes)                      | Strikeforce: Playboy Mansion                         | 29 de septiembre de 2007 | 1     | 1:33   | Beverly Hills, California, Estados Unidos | Pelea de peso acordado (160 libras).                                               |
| Victoria  | 11–2   | Yves Edwards      | KO (patada a la cabeza)                     | BodogFIGHT: Álvarez vs. Lee                          | 14 de julio de 2007      | 2     | 2:19   | Trenton, Nueva Jersey, Estados Unidos     |                                                                                    |
| Victoria  | 10–2   | Steve Berger      | Decisión (unánime)                          | BodogFIGHT: St. Petersburg                           | 15 de diciembre de 2006  | 3     | 5:00   | San Petersburgo, Rusia                    | Pelea de peso wélter.                                                              |
| Victoria  | 9–2    | Keith Wisniewski  | Decisión (mayoritaria)                      | BodogFIGHT: To the Brink of War                      | 22 de agosto de 2006     | 3     | 5:00   | San José, Costa Rica                      | Pelea de peso wélter.                                                              |
| Victoria  | 8–2    | Nuri Shakir       | Decisión (unánime)                          | AFC 17                                               | 24 de junio de 2006      | 3     | 5:00   | Fort Lauderdale, Florida, Estados Unidos  | Ganó el Campeonato de Peso Wélter de AFC.                                          |
| Victoria  | 7–2    | David Gardner     | TKO (golpes)                                | AFC 15                                               | 18 de febrero de 2006    | 2     | 4:34   | Fort Lauderdale, Florida, Estados Unidos  | Pelea de peso wélter.                                                              |
| Derrota   | 6–2    | Paul Rodríguez    | Sumisión (rear-naked choke)                 | AFC 13                                               | 30 de julio de 2005      | 1     | 2:27   | Fort Lauderdale, Florida, Estados Unidos  |                                                                                    |
| Victoria  | 6–1    | Joe Lauzon        | TKO (golpes)                                | AFC 12                                               | 30 de abril de 2005      | 2     | 3:57   | Fort Lauderdale, Florida, Estados Unidos  |                                                                                    |
| Derrota   | 5–1    | Raphael Assunção  | Decisión (unánime)                          | Full Throttle                                        | 21 de abril de 2005      | 3     | 5:00   | Duluth, Georgia, Estados Unidos           |                                                                                    |
| Victoria  | 5–0    | Justin Wisniewski | Decisión (mayoritaria)                      | AFC 8                                                | 1 de mayo de 2004        | 2     | 5:00   | Fort Lauderdale, Florida, Estados Unidos  |                                                                                    |
| Victoria  | 4–0    | Julián Ortega     | Decisión (unánime)                          | AFC 6                                                | 3 de diciembre de 2003   | 2     | 5:00   | Fort Lauderdale, Florida, Estados Unidos  |                                                                                    |
| Victoria  | 3–0    | Roli Delgado      | TKO (golpes)                                | AFC 5                                                | 5 de septiembre de 2003  | 2     | 2:14   | Fort Lauderdale, Florida, Estados Unidos  |                                                                                    |
| Victoria  | 2–0    | Brian Geraghty    | Decisión (unánime)                          | AFC 4                                                | 19 de julio de 2003      | 2     | 5:00   | Fort Lauderdale, Florida, Estados Unidos  |                                                                                    |
| Victoria  | 1–0    | Brandon Bledsoe   | KO (golpes)                                 | AFC 3                                                | 24 de mayo de 2003       | 1     | 3:55   | Fort Lauderdale, Florida, Estados Unidos  |                                                                                    |

## Récord en boxeo profesional
| 2 peleas | 1 victoria | 1 derrota |
| -------- | ---------- | --------- |
| Decisión | 1          | 1         |

| Resultado | Récord | Oponente        | Método | Asalto - Tiempo | Fecha               | Localización                              | Notas |
| Derrota   | 1–1    | Nate Diaz       | MD     | 10              | 7 de julio de 2024  | Honda Center, Anaheim, California         |       |
| Victoria  | 1–0    | Joseph Benjamín | MD     | 4               | 28 de junio de 2005 | Radisson Mart Plaza Hotel, Miami, Florida |       |

## Peleas en Pay per view
| N.º            | Evento         | Pelea                  | Fecha                  | Sede                           | Ciudad                                  | Compras de PPV |
| -------------- | -------------- | ---------------------- | ---------------------- | ------------------------------ | --------------------------------------- | -------------- |
| 1.             | UFC 244        | Masvidal vs. Diaz      | 2 de noviembre de 2019 | Madison Square Garden          | New York City, New York, Estados Unidos | No divulgado   |
| 2.             | UFC 251        | Usman vs. Masvidal     | 12 de julio de 2020    | Flash Forum                    | Abu Dhabi, Emiratos Árabes unidos       | 1,300,000      |
| 3.             | UFC 261        | Usman vs. Masvidal 2   | 24 de abril de 2021    | VyStar Veterans Memorial Arena | Jacksonville (Florida), Estados Unidos  | 700,000        |
| 4.             | UFC 272        | Covington vs. Masvidal | 5 de marzo de 2022     | T-Mobile Arena                 | Paradise (Nevada), Estados Unidos       | No divulgado   |
| Ventas totales | Ventas totales | Ventas totales         | Ventas totales         | Ventas totales                 | Ventas totales                          | 2.000.000      |